# Zarah Leander
Zarah Leander ( PRONÚNCIA), nascida Zarah Stina Hedberg (Karlstad, 15 de março de 1907 – Estocolmo, 23 de junho de 1981) foi uma atriz e cantora sueca de sucesso na Europa, entre a década de 1930 e 1940, principalmente nos países de influência alemã e escandinava.

## Biografia
Zarah Leander nasceu em Karlstad, condado de Värmland, Suécia, em 1907. Era filha de Lorentz Hedberg e de Mathilda Wikstroem. Estudou piano, violino e canto desde muito pequena, tendo se apresentado como pianista com apenas seis anos. Inicialmente Zarah não pretendia ser artista profissional e levou uma vida normal por vários anos.
Ainda na adolescência, morou por dois anos em Riga, onde aprendeu o idioma alemão. Lá trabalhou como secretária, depois de terminas os estudos e conheceu seu primeiro marido, Nils Leander, com quem teve dois filhos. Em 1929 decidiu dedicar-se à carreira artística, apresentando-se como cantora e atriz. No mesmo ano gravou o seu primeiro disco. Separada de Nils Leander, casou-se, em 1934, com o jornalista Vidar Forsell, que adotou os seus dois filhos. Pouco tempo depois também se separaram.

## Cinema
Em 1930 começa sua carreira cinematográfica, com uma participação no filme Dantes Mysterier. Após o êxito de Dantes Mysterier, Zarah foi convidada para participar na Opereta de Benatzky, em Viena, iniciando assim a sua carreira na Áustria. Ainda em Viena filmou Premiere, para logo ingressar na Universum Film AG, onde, entre 1937 e 1943, interpretou várias personagens no estilo femme fatale, uma de suas marcas registradas. O seu sucesso entre o público alemão a transformou em uma grande estrela cinematográfica da Alemanha Nazista. A sua voz melodiosa e rouga, aliada à sua beleza, a transformou na diva preferida dos alemães e do regime. Substituiu no imaginário popular figuras como Marlene Dietrich ou Greta Garbo, que tinham emigrado para os Estados Unidos.
Zarah Leander e Marika Rökk foram os ícones femininos do cinema alemão na época. Em 1943, as dificuldades econômicas da UFA, obrigaram-na a regressar à Suécia, onde continuou a sua carreira profissional. Contudo, nunca recuperou o êxito dos seus anos na Alemanha, que muito a marcaram. Em 1956 casou-se com o pianista Arne Huelphers. Apesar de ser a garota propaganda de vários filmes que enalteciam o regime nazista, Zarah não participava de eventos do partido e afirmou não ter compactuado com a ideologia nazista.

## Morte
Zarah Leander morreu em 23 de junho de 1981, Estocolmo, depois de sofrer um AVC, aos 74 anos.

## Filmografia
Suécia
- - 1930 – Dantes Mysterier
  - 1931 – Falska Millionären
  - 1935 – Äktenskapsleken
  - 1958 - Jazzgossen

Áustria
- - 1936 – Premiere

Alemanha
- - 1937 – Zu neuen Ufern
  - 1937 – La Habanera
  - 1938 – Heimat
  - 1938 – Der Blaufuchs
  - 1939 – Es war eine rauschende Ballnacht
  - 1939 – Das Lied der Wüste
  - 1940 – Das Herz der Königin
  - 1941 – Der Weg ins Freie
  - 1942 – Die große Liebe
  - 1942 – Damals

Alemanha Ocidental
- - 1950 – Gabriela
  - 1952 – Cuba Cabana
  - 1953 – Ave Maria
  - 1954 – Bei Dir war es immer so schön
  - 1959 – Der blaue Nachtfalter
  - 1964 – Das Blaue vom Himmel

França
- - 1946 - Tant que je vivrai

Itália
- - 1948 - Totò al giro d'Italia
  - 1966 – Come imparai ad amare le donne